# 奇門鬼谷
奇門鬼谷，香港電視廣播有限公司製作于1987年的古裝劇。此劇從未在無線電視翡翠台首播，只在於1988年4月4日至29日海外推出相關錄影帶。

## 劇情介紹
講述的是在春秋戰國時期，孫賓（歐瑞偉飾）、龐涓（黃日華飾）乃患難之交，孫賓、龐涓、百里香產生一段多角戀情的故事。
孫賓（歐瑞偉飾）為吳國名將孫武之后人，但為人輕浮懶散，不務正業。其叔父孫喬（楊澤霖飾）對此甚為焦慮，推薦孫賓向名士鬼谷子（白英飾）拜師學藝。孫賓與好友龐涓（黃日華飾）一同上山，但未能習得真傳，於是偷走下山，卻發現叔父一家慘遭神秘殺手組織殺害。孫賓得知叔父一家是因祖先所著的「孫子兵法」而滅門，決意尋回兵書。鬼谷子帶孫賓到關外尋訪孫賓的姑媽孫蘭（南紅飾），想由此探聽兵書下落。然而，孫蘭]隨後被前來搶奪兵書的殺手組織頭領聶雲（劉丹飾）所殺，臨終前交託女兒百里香（鄭艷鳳飾）給孫賓照顧。此時，齊國大夫司馬平（黃允材飾）失蹤，疑似遭人殺死，其女司馬靜（龔慈恩飾）為查明父親之死的內情因投靠鬼谷子。企圖成為天下霸主的聶雲指派義女鍾離艷（王綺琴飾）接近孫賓。孫賓與靜和艷的相處中對兩人漸生情愫，但因需要遵守姑媽的遺言而娶香為妻。新婚之夜，賓在香的身上發現了「孫子兵法」的下落，於是潛下寒潭找到了兵書，但香卻為幫他完成心願而犧牲。
聶雲的陰謀被鬼谷子識破，兩人徹底決裂。艷終於醒覺自己一直被義父利用，斷然與義父作對。龐涓急功近利，擅自逃離鬼谷，到魏國入仕。孫賓改名孫臏，亦下山前往魏國。孫龐兩人一同得到魏惠王信任，但龐涓欲霸佔喜歡孫臏的司馬靜，又企圖染指「孫子兵法」，於是設計陷害孫賓。孫臏遭受臏刑淪為廢人，受龐涓蒙蔽欲將兵書奉上。某日，孫臏在同窗禽滑（劉家勇飾）处獲知龐涓的陰謀，於是裝瘋賣傻迷惑龐涓。下山而來的鬼谷子將孫臏救至齊國。艷愧疚于自己當初錯信了義父，製造了孫氏滅門的慘案，與聶雲同歸於盡。
齊魏兩國交戰，孫臏指揮大軍採取誘敵深入策略，在馬陵道消滅了龐涓的軍隊。驕傲自滿的龐涓遭到報應，在決鬥中身亡。厭倦紛繁世事的孫臏，將「孫子兵法」埋于土內，與司馬靜返回鬼谷隱居。

## 演員表
- 黃日華 飾 龐　涓
- 歐瑞偉 飾 孫　臏
- 白　英 飾 鬼谷子
- 龔慈恩 飾 司馬靜
- 王綺琴 飾 鍾離豔
- 劉　丹 飾 聶　雲
- 鄭艷鳳 飾 百里香
- 黃允材 飾 司馬平
- 唐　佳 飾 孫　武
- 楊澤霖 飾 孫　喬
- 梁潔芳 飾 孫夫人
- 林韋辰 飾 孫　卓
- 南　紅 飾 孫　蘭
- 徐婉薇 飾 淳于潔
- 張　雷 飾 淳于猛
- 胡美儀 飾 公孫大娘
- 黃　新 飾 羊舌先生
- 劉家勇 飾 禽　滑
- 戴志偉 飾 韓　鷹
- 王維德 飾 田　甲
- 龍天燊 飾 范　統
- 朱鐵和 飾 晏　飛
- 鄭藩生 飾 解　龍
- 蘇漢生 飾 解　虎
- 梁　愛 飾 龐涓母
- 陸應康 飾 阿　全
- 談泉慶 飾 齊威王
- 李家聲 飾 齊宣王
- 田永加 飾 魏惠王
- 黎冠成 飾 田　忌
- 李海生 飾 神谷子
- 羅麗娟 飾 二　娘
- 黎耀祥 飾 弟　子
- 褚肇祺 飾 弟　子
- 宗　揚 飾 弟　子
- 駱俊文 飾 弟　子
- 陳國志 飾 弟　子
- 姜偉南 飾 弟　子
- 黃澤民 飾 弟　子
- 袁忠義 飾 弟　子
- 潘文柏 飾 弟　子
- 姚正菁 飾 小　倩
- 譚一清 飾 楚　堅
- 凌　漢 飾 鄒大夫
- 江　寧 飾 泉　叔
- 梁少狄 飾 張　俊
- 朱　剛 飾 道　士（第1集）
- 承　恩 飾 陳老爺（第1集）
- 陳惠瑜 飾 陳夫人（第1集）
- 黃英耀 飾 苗　人（第5集）
- 蔣奕明 飾 苗　人（第5集）
- 薛純基 飾 苗人族長（第6集）/ 囚　犯（第18集）
- 吳華山 飾 侍　衛（第7集）
- 吳瑞庭 飾 侍　衛（第7集）
- 游　飆 飾 侍　衛（第7集）
- 石毅魂 飾 客棧老闆（第7集）/ 太　醫（第18集）
- 黃思恩 飾 兵　士（第7集）/路　人（第13集）
- 范秋生 飾 黑衣人（第7集）
- 淩禮文 飾 秦國使者（第7集）
- 陳中堅 飾 燕國使者（第7集）
- 何壁堅 飾 趙國使者（第7集）/ 熊文亮（第20集）
- 周煥培 飾 將　軍（第7集）
- 談錦泉 飾 將　軍（第7集）
- 羅　鴻 飾 韓國使者（第7集）
- 劉超凡 飾 魏國使者（第7集）
- 張耀星 飾 楚國使者（第7集）
- 陳紹華 飾 刺　客（第7集）
- 孫季卿 飾 賓　客（第8集）
- 羅本能 飾 賓　客（第8集）
- 吳博君 飾 莊　客（第10集）
- 黎璧光 飾 莊　客（第10集）
- 曾慧雲 飾 阿　朱（第11集）
- 梅　蘭 飾 阿朱母（第11集）
- 麥子雲 飾 公　差（第13集）
- 焦　雄 飾 江　彬（第13集）
- 馬慶生 飾 馬文祺（第13集）
- 田　青 飾 鄒大夫（第14集）
- 俞　明 飾 管　家（第16集）
- 顏昭雄 飾 軍　官（第16集）
- 林文龍 飾 兵　士 （第16集）
- 鄧汝超 飾 宦　官（第17集）
- 曹　濟 飾 楚國使者（第17集）
- 麥長青 飾 軍　官（第17集）
- 龍炳基 飾 兵　士（第18集）
- 江明輝 飾 兵　士（第18集）
- 周天得 飾 平手下（第19集）
- 張志強 飾 平手下（第19集）
- 叢世權 飾 齊　兵（第20集）
- 曹德堅 飾 齊　兵（第20集）

## 外部連結
- 奇门鬼谷 - 豆瓣電影

（页面存档备份，存于）